# Macropunctum messelensis
Macropunctum messelensis là một loài bọ cánh cứng trong họ Elateridae. Loài này được Troster miêu tả khoa học năm 1991.